# Tablillas de Ebla
Las tablillas de Ebla son una colección de hasta 1800 tablillas de arcilla completas, 4700 fragmentos y muchos miles de piquetes que se encontraron en los archivos del palacio de la antigua ciudad de Ebla, Siria. Las tabletas fueron descubiertas por los arqueólogos italianos Paolo Matthiae y su equipo, en 1974-75 durante sus excavaciones en la antigua ciudad de Tell Mardikh. Las tablillas fueron halladas en estanterías derrumbadas, y estas conservaron muchas de sus etiquetas de arcilla contemporáneas para ayudar a referenciarlas. Todas datan del período comprendido entre ca. 2500 a. C. y la destrucción de la ciudad ca. 2250 a. C. Hoy en día, las tablillas se almacenan en los museos sirios de Alepo, Damasco, y de Idlib.

## Descubrimiento y contexto arqueológico
Las tablillas fueron descubiertas en el lugar donde habían caído cuando sus estantes de madera fueron quemados al final de la conflagración en el Palacio "G". El archivo había sido guardado ordenadamente en dos pequeñas habitaciones, una gran sala de audiencia (con una tarima en un extremo), un repositorio que contenía solo registros burocráticos escritos en tablillas redondas. En otra habitación, la más grande, se llevaron a cabo rituales y se guardaban textos literarios, incluyendo textos pedagógicos: textos para la enseñanza de los escribas jóvenes. Muchas de las tablillas no habían sido previamente cocidas, el incendio que destruyó el palacio las conservó, además que su método de almacenamiento ayudó a su preservación casi tan bien como si hubiera sido en un horno: habían sido almacenadas en posición vertical en la parte empotrada de madera, unos estantes, rectos hacia afuera, inclinándose hacia atrás en ángulo de modo que el incipit de cada tableta podría ser visto a simple vista, y separadas una de otra por fragmentos de barro cocido. Durante el incendio las estanterías colapsaron, desplomándose en el lugar y preservando el orden de las tabletas.

## Idioma
Dos idiomas aparecieron en la escritura en las tabletas: el sumerio, y  y un lenguaje previamente desconocido que usaba la escritura cuneiforme sumeria (logogramas sumerios o "Sumerogramas") como una representación fonética del idioma eblaíta. Este último idioma fue, inicialmente, identificado como un idioma proto-Cananeo por el profesor Giovanni Pettinato, el primero en descifrar las tabletas, porque su registro es anterior al registro de las lenguas Semíticas de Canaán, como el Ugaritico y el hebreo. Pettinato se retractó después de la designación y decidió llamarlo simplemente "eblaíta", el nombre por el que es conocido hoy en día.
El uso puramente fonético de los logogramas sumerios marca un avance trascendental en la historia de la escritura. Del sistema desarrollado por escribas sumerios, empleando un uso mixto de logogramas y signos fonéticos, los escribas de Ebla empleaban un número reducido de signos enteramente fonéticos, siendo el primer ejemplo de transcripción (representación de los sonidos en un sistema inventado para otro idioma) y una mayor simplificación permitiendo una mayor difusión de la alfabetización en el palacio, el templo y el comercio.

## Contenido y significado
Las tablillas ofrecen una gran riqueza de información sobre Siria y Canaán en la Edad del Bronce, y son las primeras referencias conocidas a los "cananeos", "Ugarit", y "Líbano". El contenido de las tabletas revelan que Ebla era un importante centro de comercio. Se enfocaron en los registros económicos, los inventarios que registran las relaciones comerciales y políticas de Ebla con otras ciudades levantinas y los registros de las actividades de importación y exportación de la ciudad. Por ejemplo, revelan que Ebla producía una amplia gama de cervezas, incluyendo una que aparece con el nombre "Ebla", para la ciudad. Ebla fue también responsable del desarrollo de un sofisticado sistema de red comercial entre ciudades-estado en el norte de Siria. Este sistema agrupó a la región en una comunidad comercial, lo que se evidencia claramente en los textos.
Hay listas de los reyes de la ciudad de Ebla, reales ordenanzas, edictos, acuerdos. Hay índices de topónimos, incluyendo una versión estándar del nombre de un lugar de la lista que también ha sido encontrado en Abu Salabikh (posiblemente la antigua Eresh) donde fue fechado ca. 2600 a. C. Los textos literarios incluyen himnos y rituales, epopeyas, proverbios.
Muchas tablillas incluyen inscripciones sumerias y eblaítas con versiones de tres palabras básicas bilingües que contrastan palabras en los dos idiomas. Esta estructura ha permitido a los estudiosos modernos aclarar su comprensión de la lengua sumeria, ya que en el momento donde se registró era una lengua viva, y porque, hasta el descubrimiento de las tablillas, no había diccionarios bilingües del sumerio y otros idiomas arcaicos, dejando la pronunciación y otros aspectos fonéticos de la lengua sin esclarecer. Las únicas tabletas en Ebla que fueron escritas exclusivamente en sumerio son listas lexicales, probablemente para su uso en la formación de los escribas. Los archivos contienen miles de cuadernos, listas para el aprendizaje relevante de la jerga comercial, lo que demuestra que Ebla era un importante centro educativo especializado en la formación de escribas. Archivado por separado con los diccionarios, también había silabarios de palabras sumerias con su pronunciación en eblaíta.

### Arqueología bíblica
La aplicación de los textos de Ebla a determinados lugares o personas en la Biblia ocasionó controversia al momento de su descubrimiento, controversia enfocada en si las tablillas hacían referencias a Abraham, David y Sodoma y Gomorra, entre otras referencias bíblicas. Afirmaciones que fueron hechas por Giovanni Pettinato  y se combinaron con retrasos en la publicación de los textos completos, lo que pronto se convirtió en una crisis académica sin precedentes. El contexto político del momento, con el conflicto Árabe–Israelí en curso también añadió fuego al debate, convirtiéndolo en una discusión sobre que fuera la "prueba" para las reclamaciones sionistas sobre Palestina.
Sin embargo, gran parte de la emoción inicial de los medios sobre supuestas conexiones de Ebla con la Biblia, basada en conjeturas preliminares y especulaciones de Pettinato y otros, ahora es ampliamente lamentada como generada por "afirmaciones excepcionales e infundadas" y "grandes cantidades de desinformación que se filtraron al público". El consenso actual es que el papel de Ebla en la arqueología bíblica, estrictamente hablando, es mínimo[cita requerida].